# Catedral de Salzburgo
La catedral de Salzburgo (en alemán: Dom zu Salzburg) es un edificio barroco del siglo XVII situado en el centro de la denominada ciudad vieja, diseñada al alero del estilo italiano. Está consagrada al santo Ruperto de Salzburgo, fundador de la ciudad. Es la catedral de la arquidiócesis de Salzburgo de la Iglesia católica.

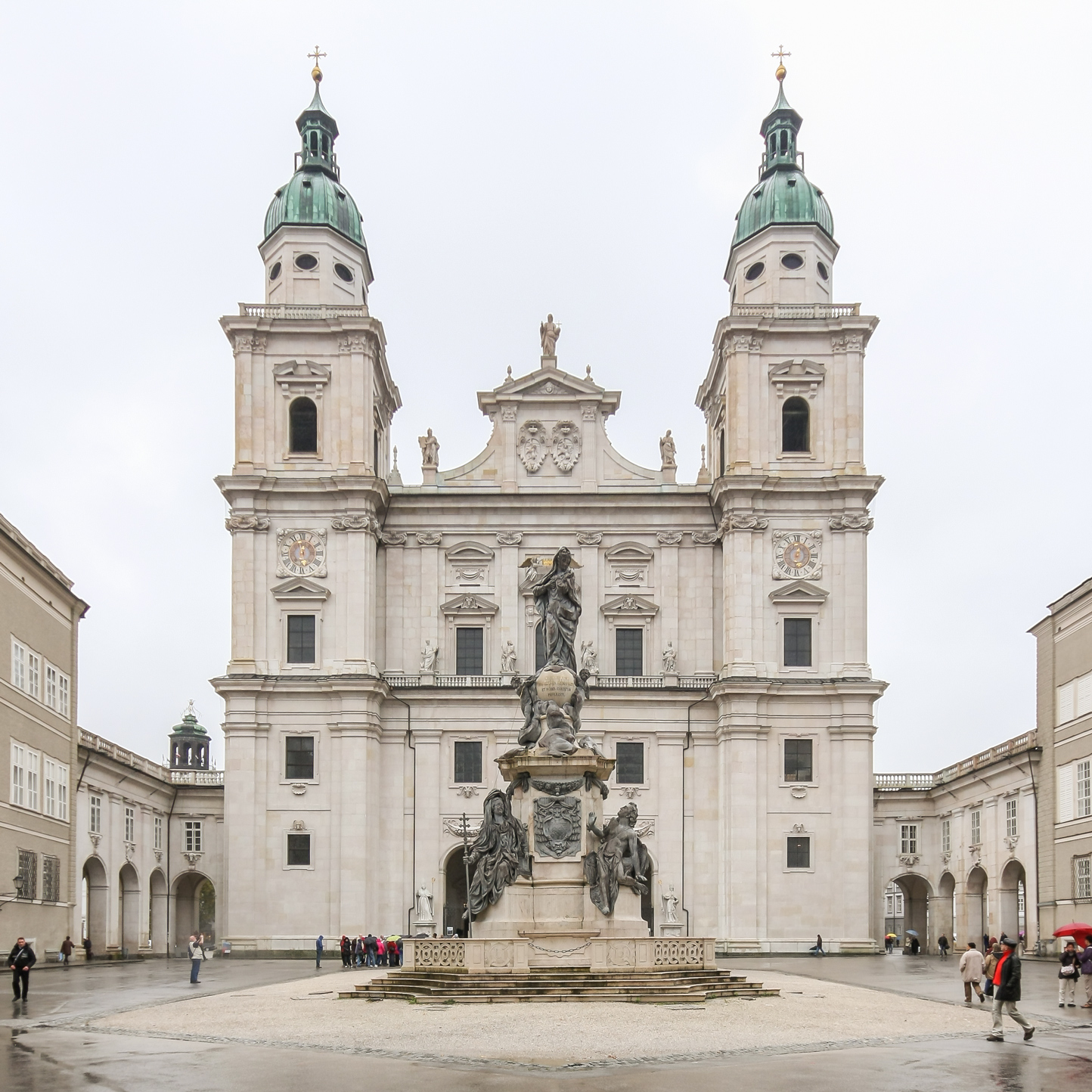
Fachada de la catedral.

El emplazamiento de la catedral fue probablemente lugar de culto destinado a sacrificios en tiempos celtas y romanos. La catedral primitiva fue construida bajo el auspicio de Virgilio de Salzburgo, astrónomo y obispo de la diócesis, quien podría haber utilizado el asentamiento establecido por Ruperto. El primer registro data de 774.
La llamada catedral de Virgilio fue construida entre 767 y 774, tenía 66 metros de largo por 33 metros de ancho. El arzobispo Arno (875-821) fue el primero en planificar restauraciones que sobrevivieron en menos de 70 años, ya que en el 842, el edificio se incendió tras ser alcanzado por un rayo. Tres años más tarde comenzó la reconstrucción.
Entre el año 1000 y 1020, durante el ejercicio del arzobispo Hartwig, se construyó un coro y una cripta orientados al oeste. Con el arzobispo Konrad I se construyeron las torres del Oeste, entre 1106 y 1147.
La iglesia original, por tanto, experimentó tres extensas campañas de construcción y reconstrucción durante el comienzo de la Edad Media, lo que dio lugar a una especie de basílica románica. En 1598, esta fue seriamente dañada y tras varios intentos fallidos de restauración y reconstrucción, el Príncipe-Arzobispo Wolf Dietrich von Raitenau (Arzobispo de 1587 a 1612) ordenó demolerlo finalmente. Wolf Dietrich era benefactor y defensor de la moderna arquitectura barroca italiana, habiéndola seguido desde sus inicios en Italia, especialmente en Roma. Fue él también el responsable del edificio anexo Altes Residenz, que aún hoy continúa conectado a la catedral.
Wolf Dietrich contrató al arquitecto italiano Vincenzo Scamozzi para que preparara los planos de un nuevo edificio totalmente barroco. Sin embargo, la construcción fue llevada a cabo por su sucesor, Markus Sittikus (arzobispo de 1612 a 1619) quien, en 1614, puso la primera piedra de la nueva catedral. La catedral actual, diseñada por Santino Solari, quien cambio esencialmente los planos originales de Scamozzi, fue excepcionalmente finalizada en menos de 15 años, en 1628. Está parcialmente construida sobre los cimientos de la antigua basílica, que se pueden ver en la Domgrabungen, una excavación bajo la catedral que también muestra mosaicos y otros objetos encontrados cuando el emplazamiento albergaba el foro de la ciudad romana Juvavum. Otra de las reliquias supervivientes que precede al edificio barroco es la pila bautismal gótica del siglo XIV. Las reliquias de San Ruperto fueron trasladadas a la catedral al ser esta finalizada.
La catedral tiene 142 metros de largo y 33,22 de alto en la bóveda central. El estilo barroco de San Ruperto se puede admirar en el coro y en la nave.
La iglesia fue parcialmente dañada durante la Segunda Guerra Mundial, cuando una bomba cayó sobre la cúpula del crucero. Las reparaciones tardaron bastante en llevarse a cabo, pero fueron finalizadas hacia 1959.
En esta catedral fue bautizado Wolfgang Amadeus Mozart el 28 de enero de 1756, el día siguiente a su nacimiento.

## Galería de imágenes

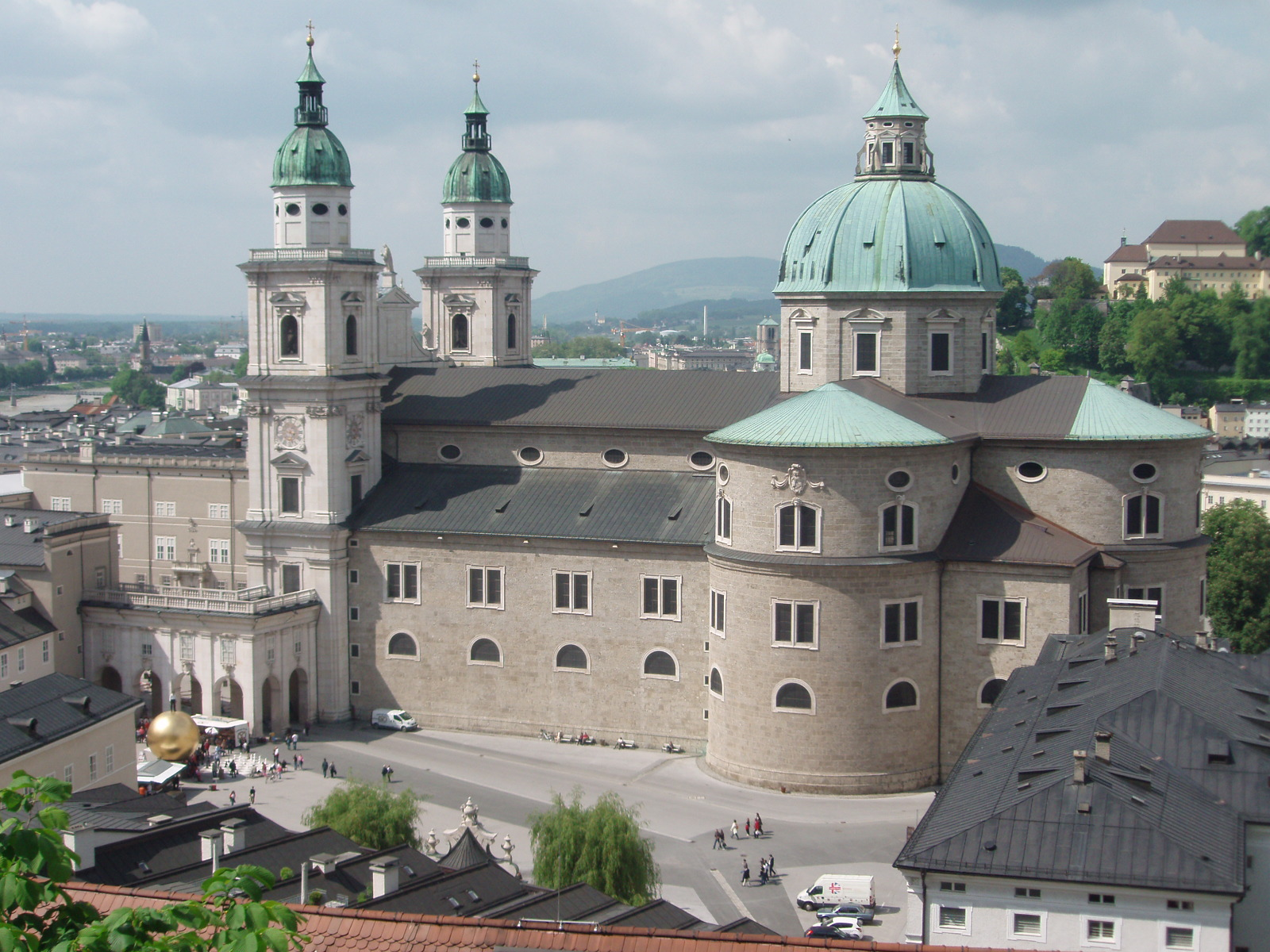
Vista desde el Sur.
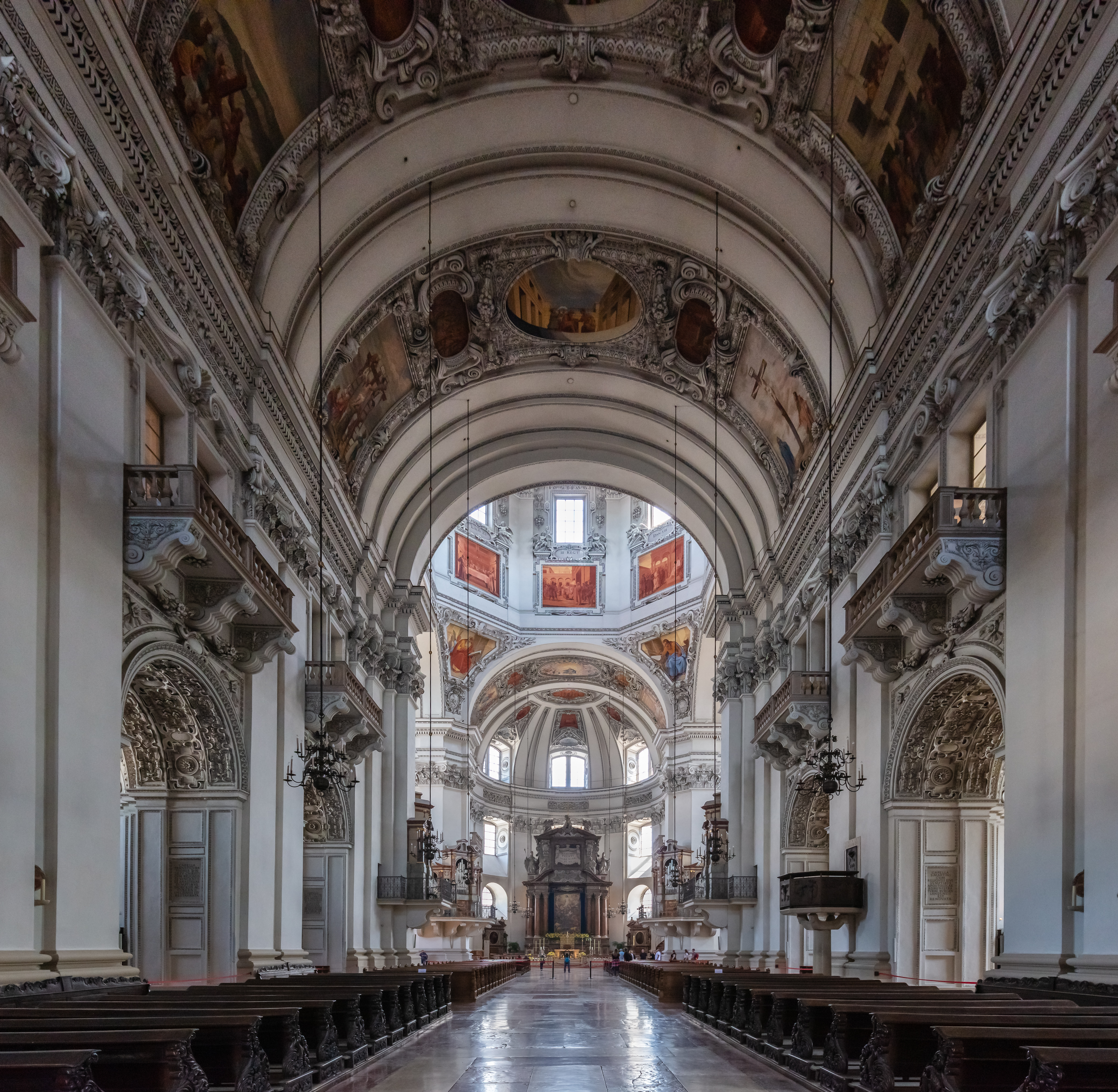
Nave principal.
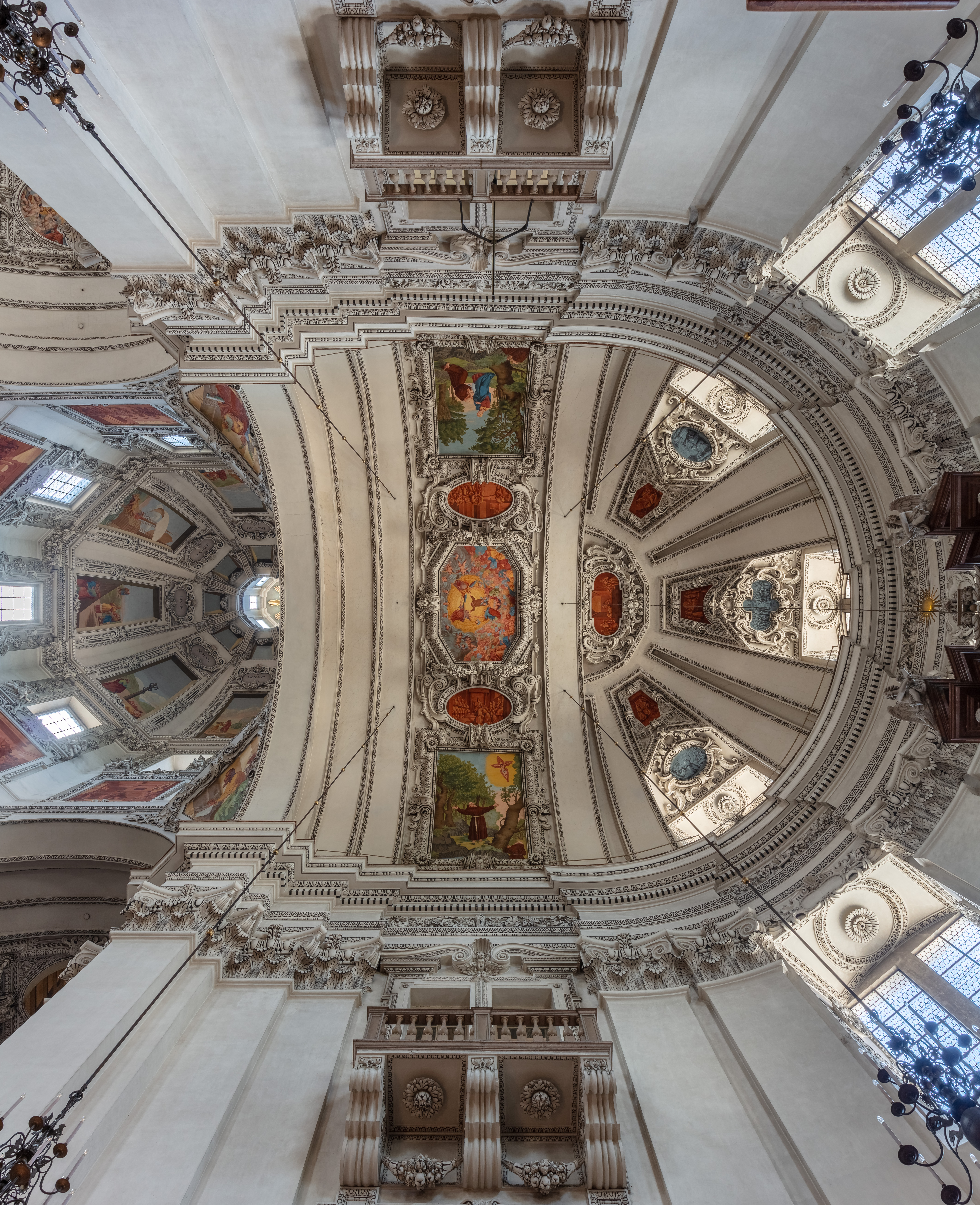
Detalle del techo.
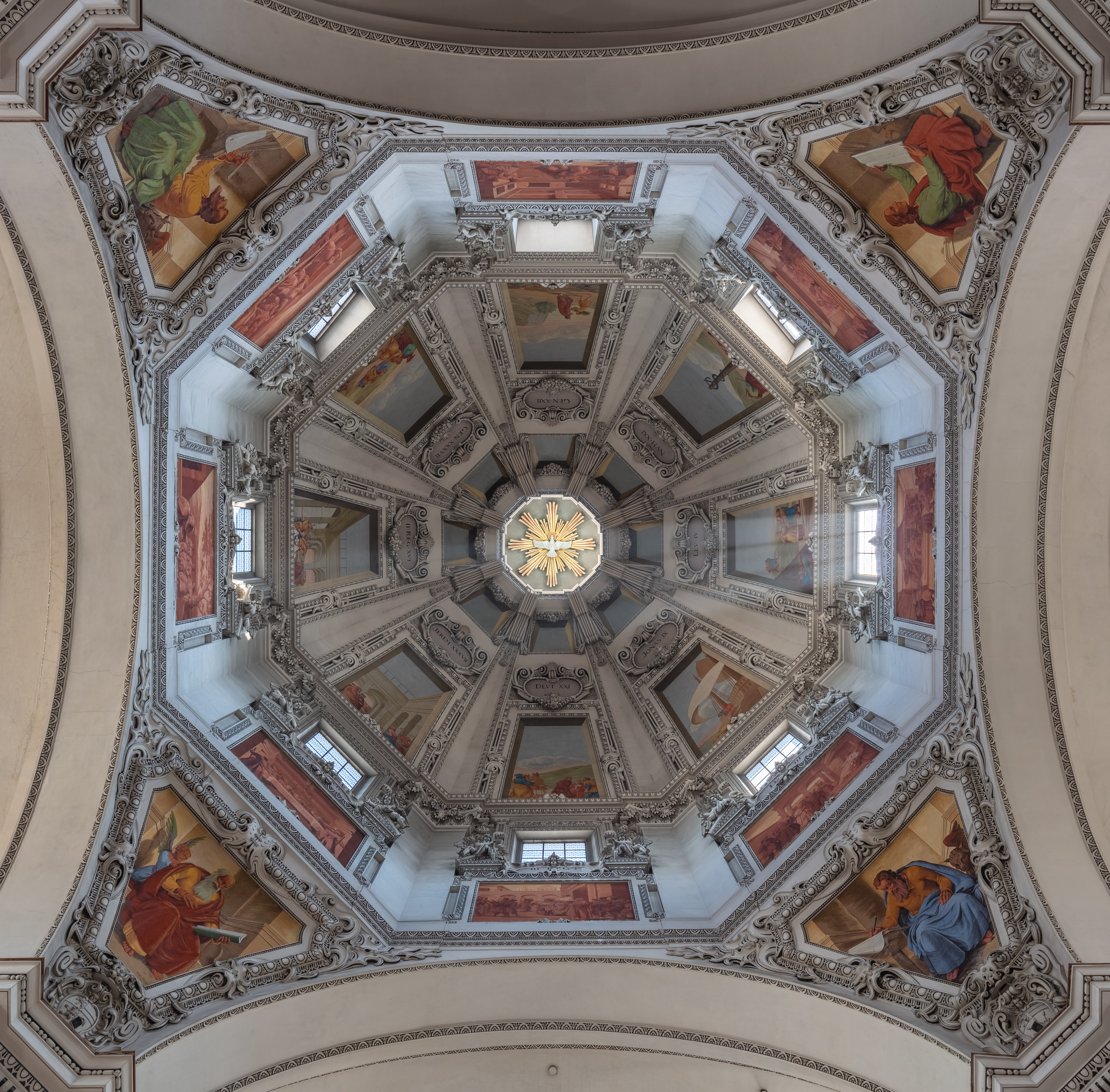
Cúpula principal.
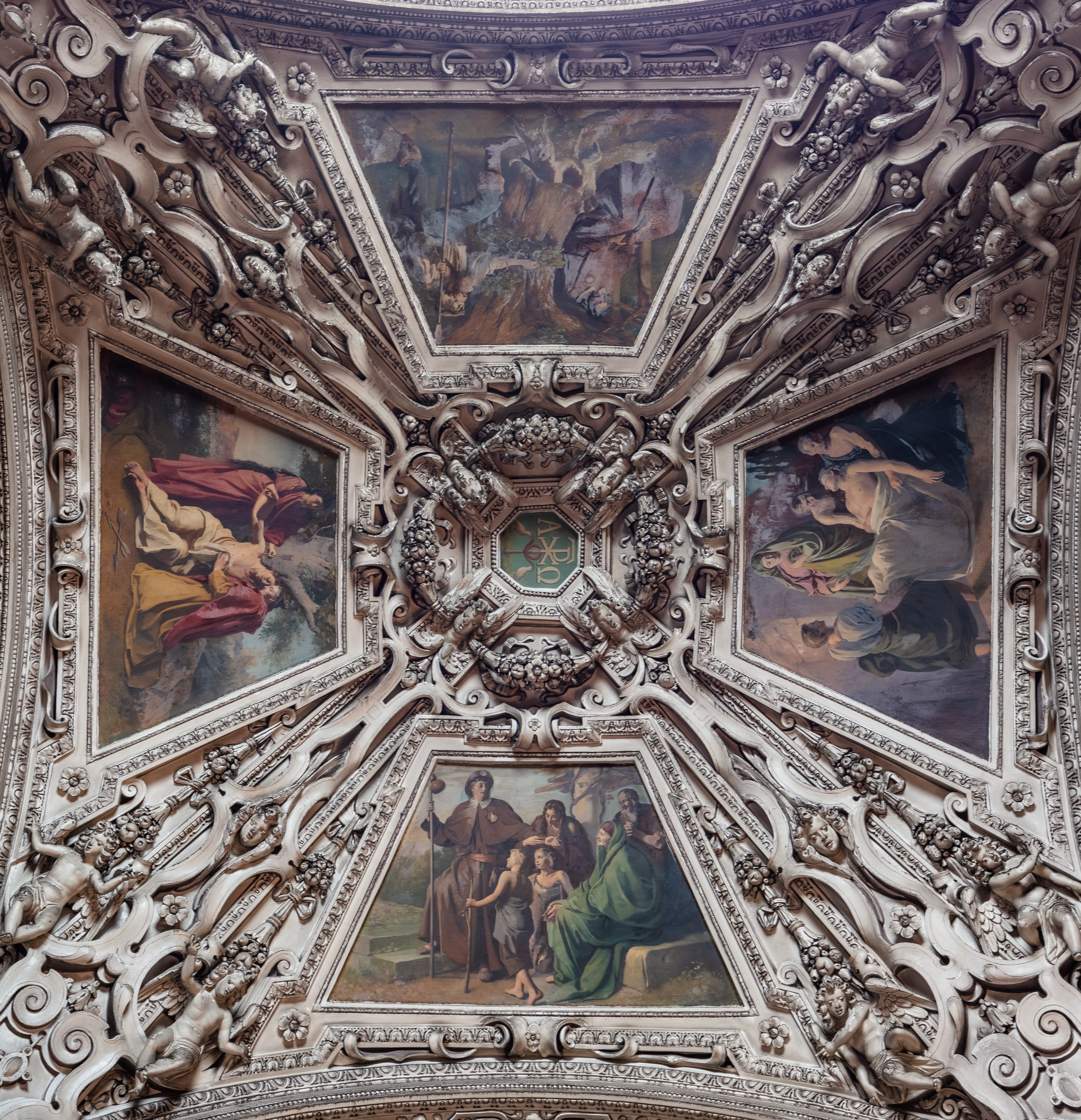
Cúpula sobre una capilla lateral.